# 间离效果
间离效果（英語：Distancing effect），又称陌生化效果、疏離，是德国戏剧理论家、劇作家布莱希特所提出的戏剧表演理论，是指将观众疏远于戏剧或电影，这被布莱希特称为敘事詩劇場（德語：Episches Theater）。布莱希特認為戲劇應為政治服務；觀眾對舞台上的戲劇投射情感會妨礙觀眾的冷靜判斷。在劇本的創作上，他多以異國的、模糊的時空背景，並運用說書人講述故事，以達到觀眾與劇情間的疏離效果。
间离效果要求“演员不能表现出在（舞台）周围的三面墙之外有第四面牆存在……，观众也不再有『自己作为真实事件的隱形观察者』的错觉”（Willett 91）。直接对观众说话就是破坏舞台错觉并制造间离效果的一种方式。在表演中，当表演者“观察自己”时，他的目的是“为了让观众觉得奇怪甚至惊讶，他通过像陌生人一样审视他和他的工作来达到这一目的。”（Willett 92）关于“敘事詩劇場”和布莱希特式戏剧，教师和学者仍有争议：布莱希特的“间离效果”究竟指的是观众还是演员还是两者皆有呢？